# Generał Inzowo
Generał Inzowo (bułg. Генерал Инзово) – wieś w południowo-wschodniej Bułgarii, w obwodzie Jamboł, w gminie Tundża. Według danych Narodowego Instytutu Statystycznego, 31 grudnia 2011 roku wieś liczyła 828 mieszkańców.